# Anton Deimel
Anton Deimel (Olpe, 1865. december 5. - Róma, 1954. augusztus 7.) német jezsuita teológus, asszirológus és sumerológus, a sumerológia egyik atyja. Londonban is tanult Johann Strassmaier iskolájában.

## Művei
- Die Inschriften von Fara, Band 1: Liste der archaischen Keilschriftzeichen; Ausgrabungen der Deutschen Orientgesellschaft in Fara und Abu Hatab 1; Wissenschaftliche Veröffentlichung der Deutschen Orientgesellschaft 4; Osnabrück: Zeller, 1970 ( = Leipzig: J. C. Hinrichs, 1922); Online beim Max-Planck-Institute for the History of Science
- Formenlehre der akkadischen Grammatik (1922)
- Das sumerische Verbum (1935)
- Sumerische Grammatik mit Übungsstücken (1939)
- Sumerisch-akkadisches Glossar

### Magyarul
- Sumir nyelvtan. Nyelvtani gyakorlatokkal és két melléklettel, 1-2.; ford. Imre Kálmán, szerk. Marton Veronika; Miskolci Bölcsész Egyesület, Miskolc, 1998